# Hlavňov (Police nad Metují)
Hlavňov (německy Groß Labnay) je vesnice, část města Police nad Metují v okrese Náchod. Nachází se asi 3 km na severovýchod od Police nad Metují. V roce 2009 zde bylo evidováno 121 adres. V roce 2001 zde trvale žilo 151 obyvatel. V roce 2011 zde žilo trvale 150 obyvatel. 
Hlavňov je také název katastrálního území o rozloze 4,36 km2.

## Exulanti
Stejně jako z mnoha jiných obcí (např. Machov) odcházeli v pobělohorské době za hranice nekatolíci. Z Hlavňova pocházel Jiří Vostrý (v Jiráskově románu Temno se vyskytuje postava stejného jména), který si v emigraci počeštil své jméno (z původního Jiřík Šorfa). Emigroval s rodinou kolem roku 1728 přes Žitavu do Gerlachsheimu. Tam byl zvolen starším českého sboru. Ačkoli byl vyučený kameník, uměl i jiná řemesla (kolář, soustružník, hodinář) a často chodil zpátky do Čech jako predikant i převadeč. Znal evangelického kazatele Jana Liberdu, pomáhal převádět větší skupinu lidí Janu Jílkovi. V roce 1732 byl Jiří Vostrý v Čechách dopaden a uvězněn. Za tři měsíce vrácen zpět broumovskému klášteru, tj. ke své vrchnosti, které byl na obtíž... Jiří Ostrý z vězení uprchl v létě 1735 (o několik týdnů později uprchl i Jan Jílek), do Čech však Ostrý chodit nepřestal. V roce 1758 byl znovu zatčen a vyslýchán v Praze jako vyzvědač. Zemřel v pražském špitále 27. března 1760. Před smrtí podle některých zpráv přijal katolickou víru.

## Osobnosti vesnice
- Marie Svatošová (* 1942) – lékařka a spisovatelka

## Pamětihodnosti
- Kaple Panny Marie Sněžné (Hvězda) - národní kulturní památka spadající do skupiny tzv. Broumovských kostelů.